# Graurul lui Hildebrandt
Graurul lui Hildebrandt (Lamprotornis hildebrandti) este membru al familiei graurilor, Sturnidae. Specia este numită după Johann Maria Hildebrandt, un colecționar german care a fost primul european care a obținut exemplare.

## Distribuție și habitat
Habitatele sale obișnuite sunt pădurile deschise și zonele cu tufișuri la altitudini de 500 până la 2.200 de metri, în nord-estul Tanzaniei și centrul-sud al Keniei. IUCN nu consideră că specia este amenințată și este evaluată cu risc redus de dispariție.

## Caracteristici

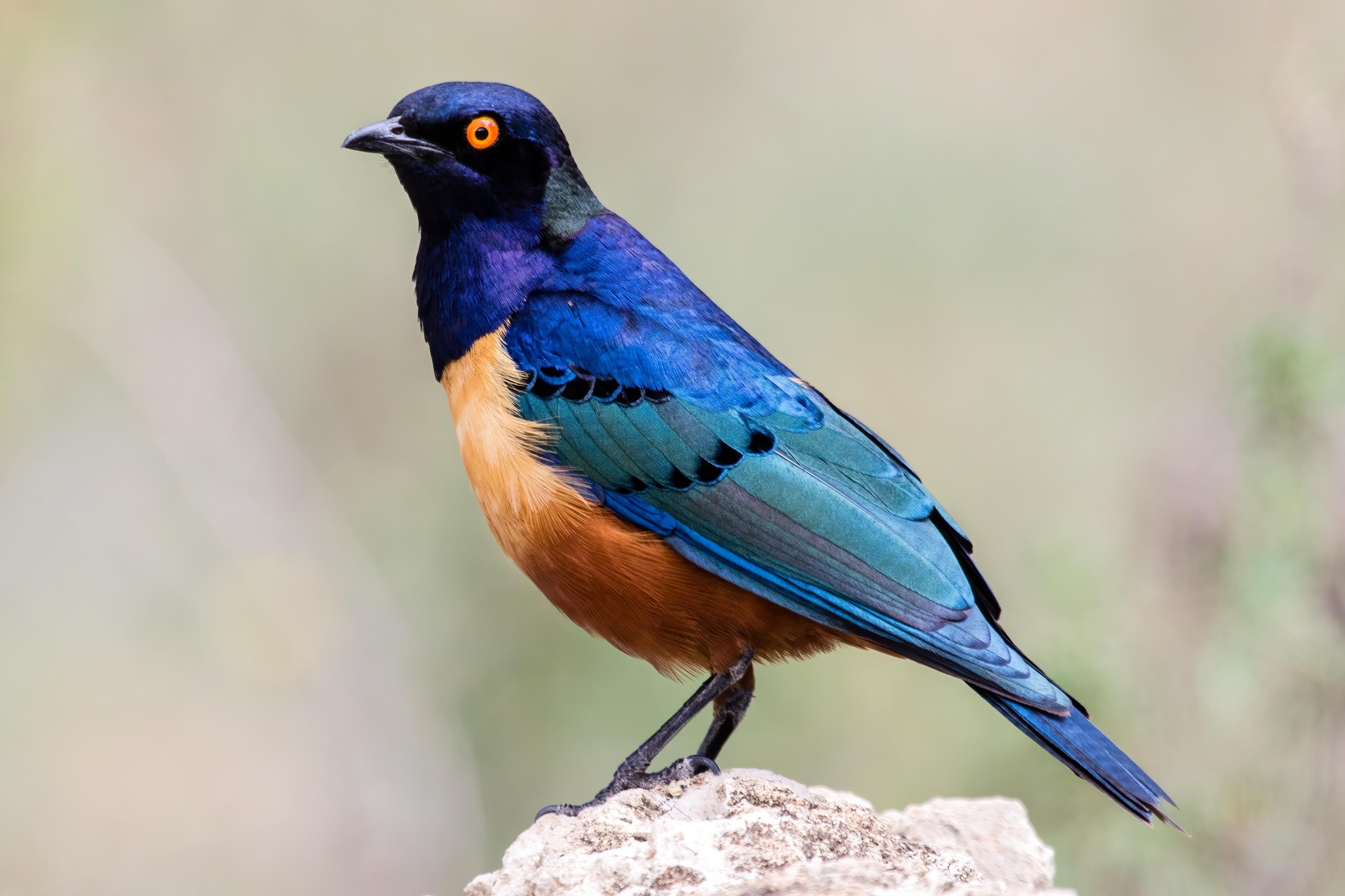
Lamprotornis hildebrandti

Măsoară în medie 18 centimetri lungime și cântărește între 50 și 69 de grame. Adultul are un penaj irizat strălucitor pe partea superioară a corpului. Ca și în cazul rudelor sale, această irizare este derivată din interferența luminii reflectate în structurile microscopice situate în pene și nu din pigmenți. Capul este de culoare albastră, ca majoritatea părților superioare, aripile sunt de culoare verde-bronz cu albastru pe penele primare. Gâtul și pieptul superior sunt violet strălucitor. Coada este de culoare albastru-verde lucios.  Mijlocul pieptului superior și burta sunt portocaliu-roșiatic. Irișii ochilor sunt portocaliu-roșiatici, ciocul și picioarele sunt negre. 
Dieta graurului lui Hildebrandt este o combinație de insecte și fructe.  A fost observată hrănindu-se cu gândaci și lăcuste, precum și vânând termite zburătoare. De obicei, se hrănește pe sol, în perechi și stoluri mici. De asemenea, se alătură stolurilor mixte de alți grauri.

## Galerie

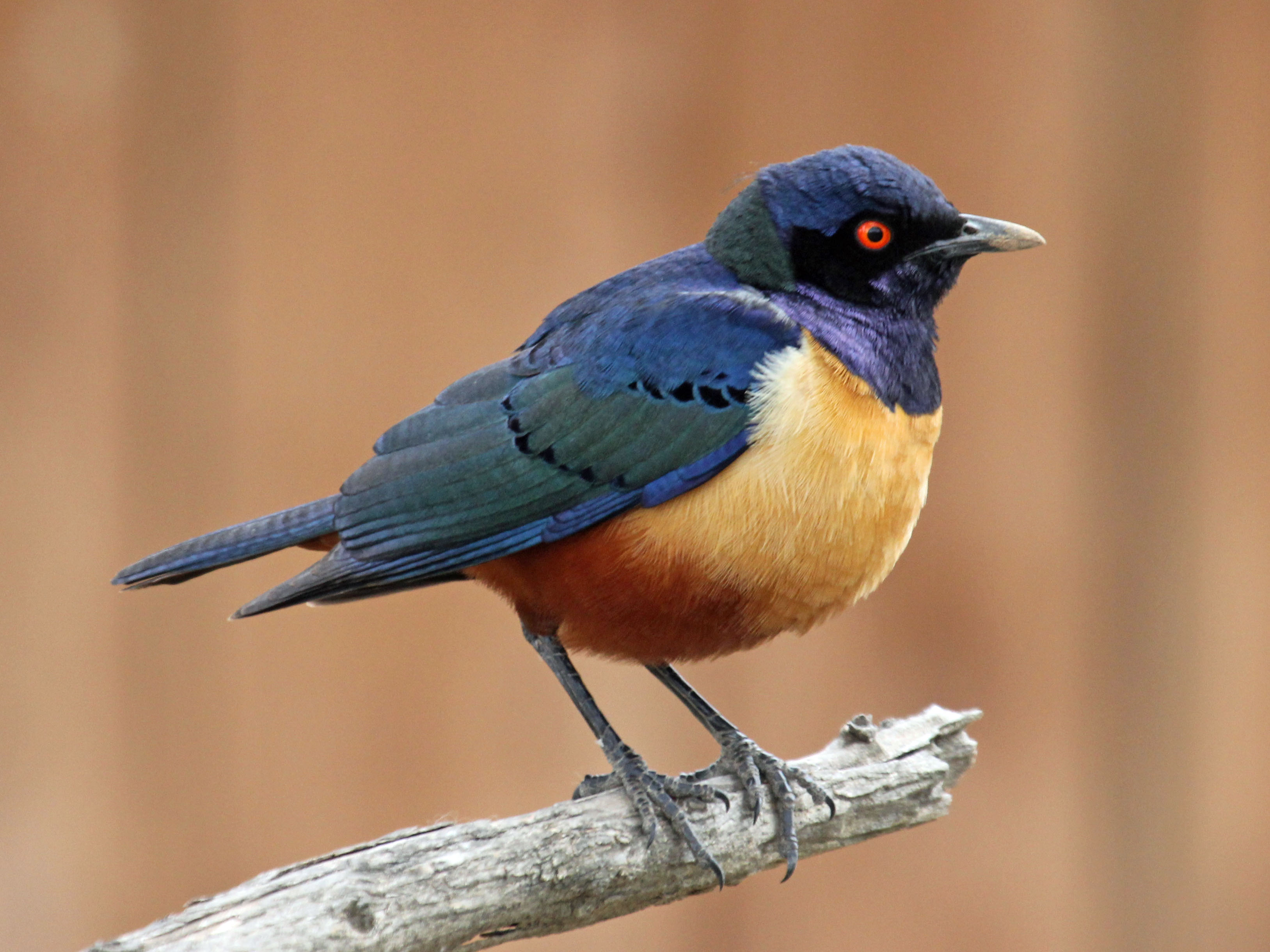
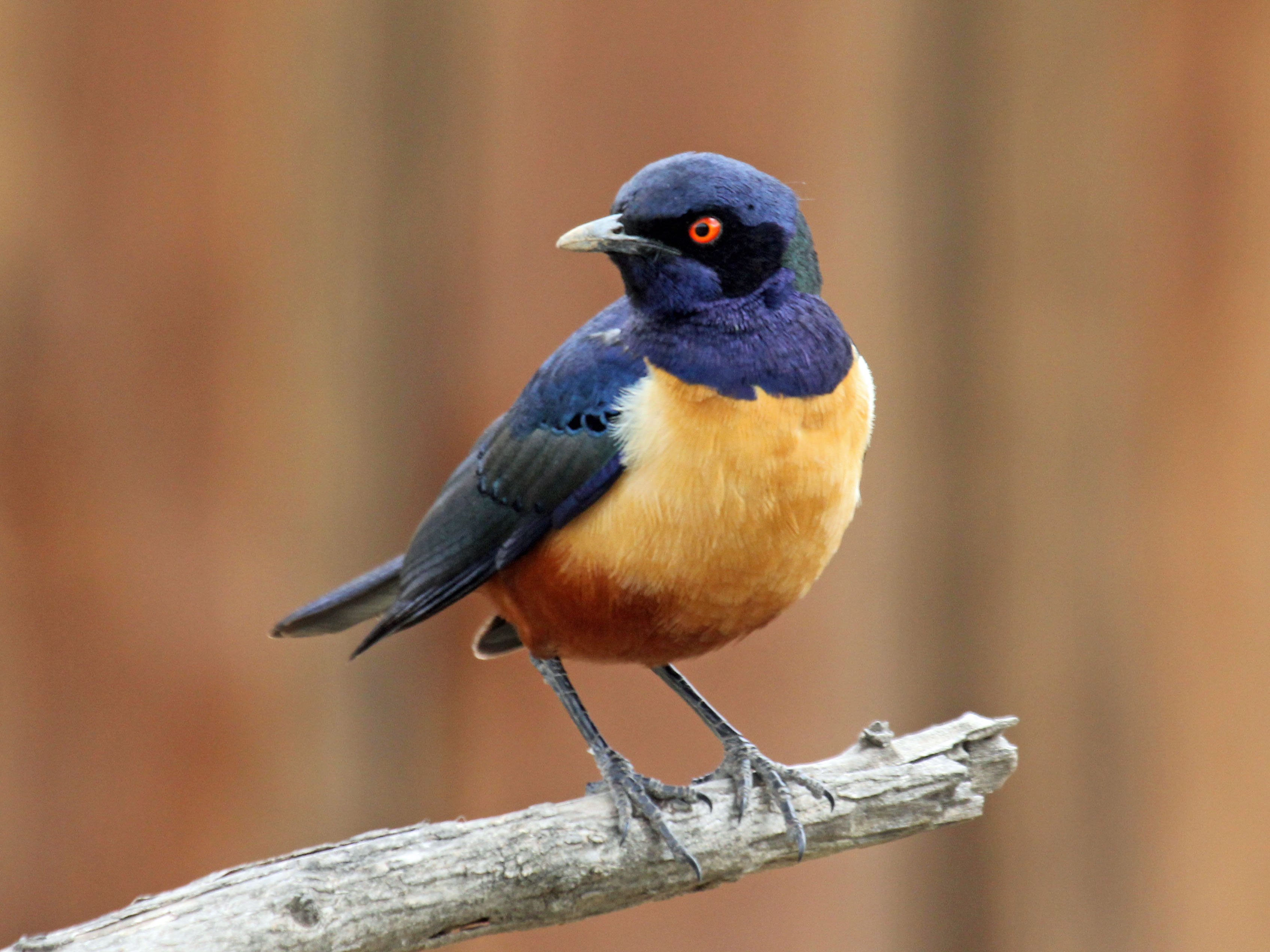
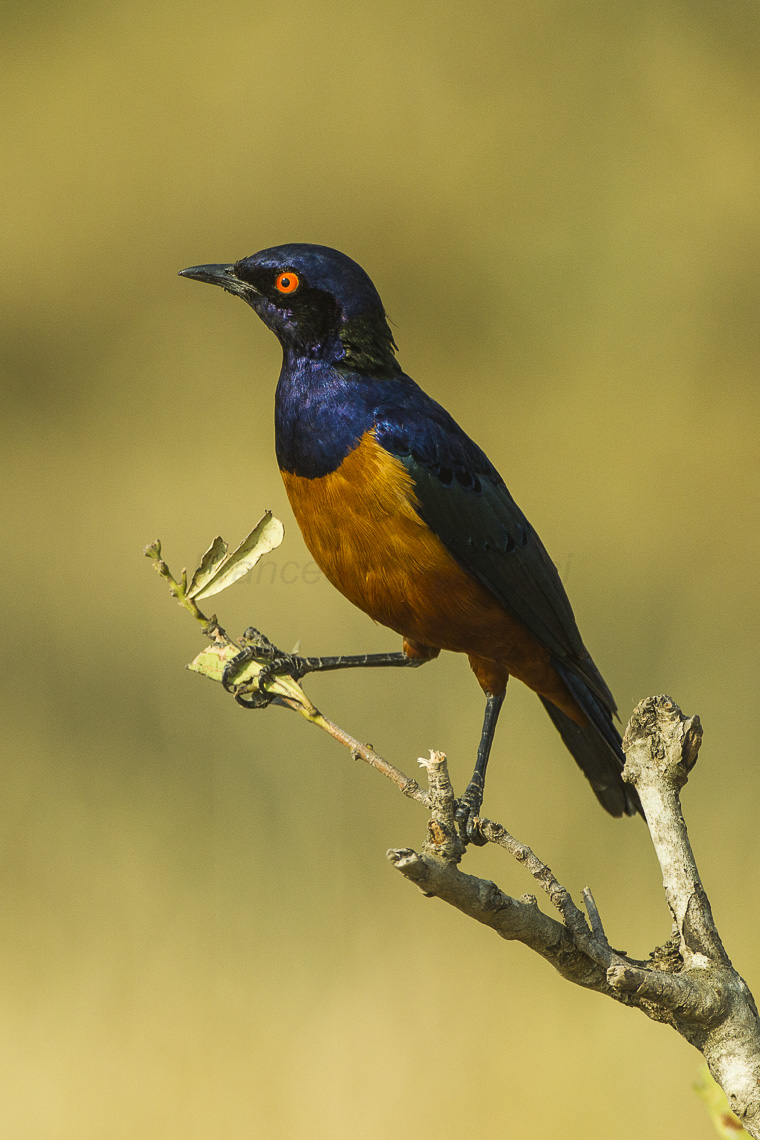